# Gayle Benjamin Pickwell
Gayle Benjamin Pickwell (* 25. März 1899 in Murdock, Nebraska; † 29. Mai 1949 in Oakland, Kalifornien), auch als Gayle B. Pickwell zitiert, war ein US-amerikanischer Zoologe, Hochschullehrer und Sachbuchautor. Er war vornehmlich Ornithologe, interessierte sich jedoch auch für Amphibien, Reptilien, Insekten und die Wildtierbiologie.

## Leben
Pickwell war der Sohn von George Vincent und Phoebe Pickwell, geborene Miller. Er wuchs im östlichen Nebraska auf und besuchte die Elmwood High School in Murdock. Im Juli 1922 erwarb er mit der Arbeit A list of spiders of Lincoln and vicinity den Master of Arts an der University of Nebraska-Lincoln, wo er auch wissenschaftliche Hilfskraft war. Im August des Jahres heiratete er Clarice Catherine Cook (1901–1996). Aus dieser Ehe gingen die Tochter Audrey Jean (* 1926) und der Sohn George Vincent Pickwell (* 1933) hervor, der 1965 an der University of California, San Diego in Meeresbiologie promovierte. Ab 1923 unterrichtete Pickwell vier Jahre Zoologie an der Northwestern University in Evanston, Illinois. 1927 wurde er mit der Dissertation The Prairie Horned Lark zum Ph.D. an der Cornell University in Ithaca, New York promoviert. Dieses Werk wurde 1931 als Monographie veröffentlicht. Im Herbst 1927 kam Pickwell als Professor an das Teacher’s College der San José State University, wo er an der Abteilung für Zoologie und Naturstudien Allgemeine Zoologie, Vergleichende Anatomie, Embryologie und Ökologie lehrte. Einer seiner prominentesten Studenten war der Ichthyologe Martin Ralph Brittan.
1928 wurde Pickwell Präsident der Santa Clara Audobon Society und Gründer des Newsletters Wren-Tit, der bis 1931 vierteljährlich herauskam. Während seiner Zeit in San José war er häufig Mitglied oder Leiter bei ornithologischen Feldexkursionen. Sein breites Interesse an Vögeln wurde durch eine Reihe von Artikeln deutlich, die in den Zeitschriften The Condor und The Auk erschienen, darunter über den Weißschwanzaar im Santa Clara Valley, den Maskentrupial in Arizona, den Präriebussard im Santa Clara County, die Wintergewohnheiten des Weißbrustseglers sowie über das Wachstum bei Schleiereulen. Hervorzuheben ist eine Arbeit in Zusammenarbeit mit Emily Smith über das Nestverhalten der Texasnachtschwalbe im Santa Clara Valley, die 1938 veröffentlicht wurde.
Neben seinen vogelkundlichen Arbeiten, veröffentlichte Pickwell auch insektenkundliche (z. B. World of Insects mit Carl D. Duncan, 1939) und herpetologische Schriften (Amphibians and Reptiles of the Pacific States, 1947).
Pickwell starb im Mai 1949 im Alter von 50 Jahren an den Folgen von Multipler Sklerose, die 1933 bei ihm diagnostiziert wurde. Die letzten vier Jahre seiner Lehrtätigkeit verbrachte er im Rollstuhl. Er wurde auf dem Golden Gate National Cemetery in San Bruno beigesetzt.

## Schriften (Auswahl)
- mit Leonard George Worley: The Spiders of Nebraska, 1927
- The Prairie Horned Lark, 1931
- Spring Wild Flowers of the Open Field. A Little Book that Answers Some of the Questions that Teacher, Students, and Others Ask When Wild Flowers Bloom on California Hills and Lowlands, 1933
- Insects: A Book for Teachers, Students, and All Others Interested in the Vast World of the Six-Footed, 1933
- Birds, 1935 (2. Auflage 1939)
- Weather, 1937
- Deserts, 1939
- mit Carl D. Duncan: The World of Insects, 1939
- Animals in Action, 1940
- Amphibians and Reptiles of the Pacific States, 1947 (2. Auflage 1949, 3. Auflage 1972)